# Manisha Malhotra
Masisha Malhotra (Hindi: मनीषा मल्होत्रा ) (Bombay, 19 september 1976) is een tennisspeelster uit India.
In 2000 nam zij deel samen met Nirupama Vaidyanathan deel aan het damesdubbelspeltoernooi op de Olympische Spelen in Sydney.
Ze kwam sinds 1995 32 maal voor India uit op de Fed Cup.